# Sisu GTP
Sisu GTP — чотириколісний модульний протимінно-захищений бронетранспортер (БТР) фінського виробництва, розроблений і виготовлений компанією Sisu Auto. Перша версія була випущена в 2018 році.
У червні 2020 року Сили оборони Фінляндії замовили шість машин для випробувань. У грудні 2022 року Сили оборони Фінляндії замовили ще 25 машин. Вони замінять RG-32M на фінській службі.

## Дизайн
Машина має базу шасі з модулями місії, які можна змінювати.
Він використовує осі Texelis T700 з незалежними підвісками.

## Рамкова угода FISE
За рамковою угодою між Фінляндією та Швецією про оборонне співробітництво планується виготовити понад 260 машин. Він включає в себе варіанти транспортування військ, протиповітряну оборону, командування та управління, медичне обслуговування, варіанти транспортування в одній кабіні та ХБРЯ розвідку.

## Оператори

### Поточні оператори
Фінляндія
Список фірмових замовлень:
- 6 призначено для випробувань у червні 2020 року.
- 25 автомобілів серійного виробництва замовлено на кінець 2022 року.
- 13 замовили в грудні 2023 року за 9,7 мільйона євро. Придбані варіанти:
  - 9 БТР
  - 4 в загальному варіанті.

 Швеція
Невелика невідома кількість, замовлена як ХБРЯ розвідувальна та індикаційна машина, швидше за все, прибуде. У шведській армії позначений як Tgb24. Перша поставка в серпні 2024 року. 10 мобільних радіолокаційних систем ближнього радіусу дії, що складаються з радара Giraffe 1X, встановленого на Sisu GTP, було замовлено в серпні 2024 року.

### Невдалі ставки
Латвія
Sisu GTP оцінили проти AM General HMMWV, Otokar Cobra та Paramount Marauder у 2018 році та вибрали переможцем тендеру на постачання бронетехніки для збройних сил Латвії. Угода вартістю близько 200 мільйонів євро була скасована в 2019 році після скарг AM General і Paramount Group на процедуру закупівлі.

## Зовнішні посилання
- Офіційний сайт